# Younis Mahmoud
Younis Mahmoud Khalaf (arab. يونس محمود, ur. 2 marca 1983 w Kirkuku) – iracki piłkarz grający na pozycji napastnika w Al-Talaba Bagdad.

## Kariera klubowa
Younis Mahmoud karierę sportową rozpoczął w klubie Al-Dibs, w którym to trenował koszykówkę. Z czasem jednak zmienił dyscyplinę, został piłkarzem tego amatorskiego klubu i rozpoczął karierę na szczeblu trzeciej ligi irackiej. W 1998 roku przeszedł do Kirkuk FC, gdzie zadebiutował w drugiej lidze i swoimi 19 golami (wywalczył tytuł króla strzelców) przyczynił się do awansu zespołu do irackiej Premier League. W 2000 roku klub spadł jednak z ligi i sezon 2000/2001 spędził na drugim froncie. Latem 2001 po Mahmouda zgłosił się jeden z czołowych klubów w kraju, Al-Talaba z Bagdadu i w 2002 roku Mahmoud świętował swój pierwszy tytuł mistrza Iraku. Zdobył także Puchar Iraku. W 2003 roku nie odniósł sukcesu w lidze, ale drugi raz z rzędu został zwycięzcą krajowego pucharu, a w sezonie 2003/2004 został wicemistrzem tamtejszej ligi.
Jeszcze podczas sezonu 2003/2004 Mahmoud wyjechał do Zjednoczonych Emiratów Arabskich i przez pół roku był zawodnikiem tamtejszego Al-Wahda FC. Latem 2004 na krótko wrócił do Al-Talaby, a już w styczniu 2005 był piłkarzem katarskiego Al-Khor. Przez dwa sezony był najlepszym strzelcem zespołu. W 2005 roku zajął z nim trzecie miejsce w Q-League i zdobył Puchar Kataru. W 2006 zajął z klubem siódme miejsce w ldze. Natomiast w sezonie 2005/2006 w spotkaniu z Al-Shamal (8:0) strzelając sześć goli w tym spotkaniu pobił rekord ligi. Latem 2006 przeszedł do innego katarskiego klubu, Al-Gharafa, z którym został wicemistrzem Kataru. W grudniu 2006 w spotkaniu przeciwko Al-Sadd (1:1) zdobył bramkę w 27. sekundzie – był to najszybciej zdobyty gol w historii ligi katarskiej. W Al-Gharafa Mahmoud grał do 2011 roku (z półroczną przerwą na wypożyczenie do Al-Arabi SC) i zdobył z tym klubem trzy mistrzostwa kraju (2007/2008, 2008/2009, 2009/2010) i wywalczył krajowych puchar. Po odejściu ze stołecznego klubu, występował również w katarskich Al-Wakrah i Al-Arabi SC, z którym w sezonie 2012/2013 wygrał Qatar Stars League.
W sezonie 2013/2014 Younis Mahmoud grał w saudyjskim Al-Ahli Dżudda, a potem wrócił do ojczyzny. Jako piłkarz Erbil SC grał jednak tylko w rozgrywkach pucharowych. W połowie 2015 roku wrócił do Al-Talaba Bagdad.
| Sezon     | Klub             | Kraj             | Rozgrywki               | Mecze | Gole |
| --------- | ---------------- | ---------------- | ----------------------- | ----- | ---- |
| 1999/2000 | Kirkuk FC        | Irak             | Iracka Premier League   | 14    | 4    |
| 2000/2001 | Kirkuk FC        | Irak             | Iracka Division One     | 24    | 21   |
| 2001/2002 | Al-Talaba Bagdad | Irak             | Iracka Premier League   | 10    | 7    |
| 2002/2003 | Al-Talaba Bagdad | Irak             | Iracka Premier League   | 23    | 14   |
| 2003/2004 | Al-Wahda FC      | ZEA              | UAE Arabian Gulf League | 26    | 19   |
| 2004/2005 | Al-Khor          | Katar            | Qatar Stars League      | 25    | 18   |
| 2005/2006 | Al-Khor          | Katar            | Qatar Stars League      | 24    | 20   |
| 2006/2007 | Al-Gharafa       | Katar            | Qatar Stars League      | 26    | 19   |
| 2007/2008 | Al-Gharafa       | Katar            | Qatar Stars League      | 18    | 16   |
| 2008/2009 | Al-Arabi SC      | Katar            | Qatar Stars League      | 6     | 2    |
| 2008/2009 | Al-Gharafa       | Katar            | Qatar Stars League      | 9     | 1    |
| 2009/2010 | Al-Gharafa       | Katar            | Qatar Stars League      | 21    | 21   |
| 2010/2011 | Al-Gharafa       | Katar            | Qatar Stars League      | 21    | 15   |
| 2011/2012 | Al-Wakrah        | Katar            | Qatar Stars League      | 21    | 6    |
| 2012/2013 | Al-Wakrah        | Katar            | Qatar Stars League      | 12    | 8    |
| 2012/2013 | Al-Sadd          | Katar            | Qatar Stars League      | 7     | 2    |
| 2013/2014 | Al-Ahli Dżudda   | Arabia Saudyjska | I liga saudyjska        | 6     | 3    |
| 2014/2015 | Erbil SC         | Irak             | Iracka Premier League   | 0     | 0    |
| 2015/2016 | Al-Talaba Bagdad | Irak             | Iracka Premier League   | 19    | 3    |
| 2016/2017 | Al-Talaba Bagdad | Irak             | Iracka Premier League   |       |      |

## Kariera reprezentacyjna
W reprezentacji Iraku Mahmoud zadebiutował w 2002 roku. W 2004 roku wystąpił z narodową kadrą w Pucharze Azji 2004 w Chinach i dotarł z nią do ćwierćfinału. Zagrał też na Igrzyskach Olimpijskich w Atenach zajmując z Irakiem wysokie czwarte miejsce. Występował także w kwalifikacjach do Mistrzostw Świata w Niemczech oraz Pucharu Azji 2007 (najlepszy strzelec z czterema golami na koncie).
W turnieju o Puchar Azji w 2007 roku Mahmoud był jedną z gwiazd. Najpierw zdobył gola w grupowym meczu z Tajlandią (1:1), a następnie w wygranym 2:0 ćwierćfinale z Wietnamem. Największą furorę zrobił jednak w finałowym meczu przeciwko Arabii Saudyjskiej, gdy w 71. minuie zdobył jedynego gola spotkania i przyczynił się do zdobycia przez Irak pierwszego w historii mistrzostwa Azji. Z czterema golami na koncie został wraz z Naohiro Takaharą i Jassirem Al-Kahtanim królem strzelców imprezy.
W 2016 roku ogłosił zakończenie reprezentacyjnej kariery. W sumie w reprezentacji Iraku rozegrał 148 meczów, najwięcej w historii. Z 53 zdobytymi bramkami jest trzecim strzelcem tej reprezentacji.

## Sukcesy
Al-Talaba Bagdad
- mistrzostwo Iraku (1): 2001/2002
- Puchar Iraku (2): 2000/2001, 2001/2002

Al-Gharafa
- mistrzostwo Kataru (3): 2007/2008, 2008/2009, 2009/2010
- Puchar Kataru (1): 2008/2009

Al-Sadd
- mistrzostwo Kataru (1): 2012/2013

Reprezentacja Iraku
- Puchar Azji Zachodniej (1): 2002
- Puchar Azji (1): 2007
- Puchar Zatoki Perskiej (1): 2013

Indywidualne
- 29. miejsce w Plebiscycie Złota Piłka „France Football”: 2007
- najlepszy piłkarz Pucharu Azji (1): 2007
- król strzelców Pucharu Azji (1): 2007
- król strzelców Qatar Stars League (3): 2006/2007, 2009/2010, 2010/2011